# Avortament a l'Uruguai
Actualment l'avortament a l'Uruguai és completament il·legal. La pena per a una dona que realitza un avortament és de tres a nou mesos de presó i la pena per a un metge o una altra persona que realitza el procediment és de 6 a 24 mesos de presó. Un jutge pot atenuar la condemna de la dona en diferents circumstàncies, que inclouen problemes econòmics, risc per a la salut de la dona, violació o honor familiar.
L'11 de novembre de 2008, el Senat de l'Uruguai va votar 17 a 13 per aprovar un projecte de llei que va legalitzar l'avortament a l'Uruguai. Aquest projecte però va ser vetat pel llavors president Tabaré Vázquez el 14 de novembre del mateix any.